# Tawny Roberts
Tawny Roberts (Dallas, Texas; 18 de marzo de 1979) es una actriz pornográfica estadounidense retirada.

## Biografía
Tawny se crio en Dallas y al terminar el instituto se mudó a Utah para ir a la universidad y convertirse en diseñadora de ropa. Tras dos años en la universidad comenzó a perder interés en su carrera y decidió mudarse a Los Ángeles, donde comenzó a trabajar como encargada en una tienda de ropa mientras pensaba qué era lo que realmente quería hacer con su vida. 
Una noche mientras estaba de fiesta en Hollywood conoció a la actriz y productora porno Jill Kelly, que le ofreció trabajo en la industria del porno.
Jill Kelly le ofreció dedicarse al porno y le dio su número de teléfono para que contactase con ella en caso de que decidiera rodar una escena. Aunque Tawny nunca había imaginado dedicarse al porno, tras pensarlo aceptó la oferta de Jill Kelly y rodó su primera escena para la película Immortals. Durante los seis meses siguientes Tawny trabajó muy activamente para un gran número de productoras y revistas, hasta que firmó un contrato exclusivo de dos años con la productora VCA Pictures.
Cuando su contrato con el estudio finalizó, Tawny no lo renovó ya que quería más prestigio del que VCA Pictures podía darle, y firmó un contrato exclusivo de dos años con una de las mayores productoras de Estados Unidos, Vivid, el cual requería que rodase seis películas al año y otorgándose así uno de los títulos más prestigiosos dentro de la industria X, el de Chica Vivid. Su contrato con Vivid finalizó a finales de 2006 y no fue renovado, poniendo punto final a su carrera.

## Vida personal
Tawny ha mantenido una relación sentimental con las también actrices porno Mary Carey y Gina Lynn. Actualmente está casada y tiene un hijo. Vive con su familia en el Estado de Nueva York.